# Wólka Wierzbicka
Wólka Wierzbicka [pronunciación en polaco: /ˈvulka vjɛʐˈbit͡ska/] es un asentamiento ubicado en el distrito administrativo de Gmina Lubycza Królewska, dentro del condado de Tomaszów Lubelski, voivodato de Lublin, en el este de Polonia, cerca de la frontera con Ucrania. Se encuentra a unos 12 kilómetros al este de Lubycza Królewska, a 22 kilómetros al sureste de Tomaszów Lubelski, y a 126 kilómetros al sureste de la capital regional Lublin.